# Francisco Basarte Alvero
Francisco Basarte Alvero   (Cintruénigo, 1884 - segle XX) fou un organista, director, compositor i sacerdot navarrès.
Era fill d'Alejo Basarte i Cándida Alvero. Al 1908 es va presentar a l'oposició per al càrrec d'organista a la Catedral de Tudela. El seu pare va ser músic i director de la Banda de Música de Cintruénigo i també organista a la parròquia de Cintruénigo. A la mort del seu pare al 1901, Francisco el va sustituir en aquests càrrecs. Fou organista del seu poble del 1901 fins voltants del 1940. Va exercir com a sacerdot, però també es va dedicar a la vida municipal fins a arribar a ser part de l’ajuntament en diverses ocasions.
Quan va dirigir la Banda de Música local Santa Cecilia, al 1918, aquesta va participar al Concurs Regional de Bandes de Música Civils que es va celebrar a Pamplona, on van obtenir el segon premi a la part de concurs d’honor del grup C, i el tercer premi del mateix grup a la part de l’exercici d’execució.
Francisco, amb el seu pare, van compondre la música de la Novena a la Verge de la Pau, que se celebra el 8 de setembre a Cintruénigo.